# 1ª Squadra aerea
La 1ª Squadra Aerea Gestiva l'Italia del nord, con quartier generale a Milano.
Dal 15 maggio 1940 era comandata dal Generale di Squadra Aerea Rino Corso Fougier.

## OdB al momento dell'entrata in guerra nel 1940
L'ordine di battaglia al 10 giugno del 1940 era:
- 2ª Divisione Aerea Caccia Terrestre “Borea” (Gen. B.A. Silvio Scaroni, Torino Caselle)
  -  3º Stormo Caccia Terrestre, (Novi Ligure)
    - 18º Gruppo, Fiat C.R.42 (Novi Ligure/Albenga)
      -  83ª Squadriglia
      -  85ª Squadriglia
      - 95ª Squadriglia

    - 23º Gruppo, Fiat C.R.42 (Cervere)
      - 70ª Squadriglia caccia
      - 74ª Squadriglia
      -  75ª Squadriglia caccia

  -  53º Stormo Caccia Terrestre, (Torino Caselle)
    -  150º Gruppo, Fiat C.R.42 (Torino Caselle)
      - 363ª Squadriglia
      - 364ª Squadriglia
      - 365ª Squadriglia

    - 151º Gruppo, Fiat C.R.42 (Casabianca)
      - 366ª Squadriglia
      - 367ª Squadriglia
      - 368ª Squadriglia

  -  54º Stormo Caccia Terrestre, (Airasca)
    - 152º Gruppo, Macchi M.C.200 (Airasca)
      - 369ª Squadriglia
      - 370ª Squadriglia
      - 371ª Squadriglia

    - 153º Gruppo, Macchi M.C.200 (Vergiate)
      - 372ª Squadriglia
      - 373ª Squadriglia
      - 374ª Squadriglia
- 4ª Divisione Aerea “Drago”, (Gen. D.A. Attilio Matricardi, Novara)
  -  7º Stormo Bombardamento Terrestre, (Campo della Promessa di Lonate Pozzolo)
    - 4º Gruppo volo, Fiat B.R.20 (Lonate Pozzolo)
      - 14ª Squadriglia
      - 15ª Squadriglia

    - 25º Gruppo o XXV Gruppo, Fiat B.R.20 (Ghemme)
      - 8ª Squadriglia
      - 9ª Squadriglia

  -  13º Stormo Bombardamento Terrestre, (Aeroporto di Piacenza-San Damiano al comando del Col. Carlo De Capoa)
    - 11º Gruppo (XI Gruppo), Fiat B.R.20 (Piacenza)
      - 1ª Squadriglia Caproni
      - 4ª Squadriglia

    - 43º Gruppo, Fiat B.R.20 (Pavia-Cascina Vaga di Arena Po al comando del Ten. Col. Giulio Monteleone)
      - 3ª Squadriglia
      - 5ª Squadriglia

  -  43º Stormo Bombardamento Terrestre, (Aeroporto di Cameri)
    - 98º Gruppo, Fiat B.R.20, (Cameri)
      - 240ª Squadriglia
      - 241ª Squadriglia

    - 99º Gruppo, Fiat B.R.20, (Cameri)
      - 242ª Squadriglia
      - 243ª Squadriglia
- 6ª Divisione Aerea “Falco”, Gen. D.A. Tullio Toccolini Padova.
  - 16º Stormo Bombardamento Terrestre (Col. Francesco Cutry, Aeroporto di Vicenza)
    - 50º Gruppo, CANT Z.1007bis (Mag. Raffaele Orsolan, Vicenza)
      - 210ª Squadriglia (5 CZ 1007)
      - 211ª Squadriglia (5 CZ 1007)

    - 51º Gruppo, CANT Z.1007bis (Ten. Col. Antonio Marcucci, Vicenza)
      - 212ª Squadriglia (5 CZ 1007)
      - 213ª Squadriglia (5 CZ 1007)

  - 18º Stormo Bombardamento Terrestre, (Col. Paolo Altan, Aeroporto di Aviano)
    - 31º Gruppo (XXXI Gruppo), Fiat B.R.20 (Ten. Col. Giuseppe Bordin, Aviano)
      - 65ª Squadriglia
      - 66ª Squadriglia

    - 37º Gruppo, Fiat B.R.20 (Mag. Pietro Lauri Filzi, Aviano)
      - 47ª Squadriglia
      - 48ª Squadriglia
- 6ª Divisione Bombardamento Terrestre "Falco" (Gen. D.A. Tullio Toccolini, Padova)
  - 47º Stormo Bombardamento Terrestre, (Col. Giuseppe Lidonni, Aeroporto di Ghedi)
    - 106º Gruppo, CANT Z.1007bis (Mag. Angelo Manfredini, Ghedi)
      - 260ª Squadriglia
      - 261ª Squadriglia

    - 107º Gruppo, CANT Z.1007bis (Ten. Col. Scipione Tadè, Ghedi)
      - 262ª Squadriglia
      - 263ª Squadriglia
- 4º Stormo Caccia Terrestre (Col. Cesare Caccianotti, Aeroporto di Gorizia)
  - 9º Gruppo caccia (Magg. Ernesto Botto, Gorizia)
    - 73ª Squadriglia (5 CR 42)
    - 96ª Squadriglia (5 CR 42)
    - 97ª Squadriglia (4 CR 42)

## Corpo Aereo Italiano
Il 10 settembre 1940 forma il Corpo Aereo Italiano.
Dal 16 giugno 1941 la Squadra Aerea con sede al nuovo Palazzo dell'Aeronautica (Milano) era al comando del Gen. S.A. Gennaro Tedeschini Lalli fino al 1º ottobre 1942.

## OOB ai primi di settembre del 1943
A causa degli eventi bellici molti reparti della Regia Aeronautica vennero riassegnati. La situazione che viene di seguito presentata fa riferimento ai primi di settembre del 1943.
Gestiva l'Italia del nord ovest, con quartier generale a Milano agli ordini del Gen. S.A. Vittorio Marchesi.
- 53º Stormo Caccia Terrestre
  - 151º Gruppo (Torino Caselle)
    - 366ª Squadriglia (1 G.55)
    - 367ª Squadriglia
    - 368ª Squadriglia

  - 153º Gruppo, (Torino Caselle)
    - 372ª Squadriglia
    - 373ª Squadriglia
    - 374ª Squadriglia
- 2º Gruppo volo Caccia Terrestre
  - 152ª Squadriglia, (Aeroporto di Sarzana-Luni, 3 Re.2001, 4 Fiat C.R.42)
  - 358ª Squadriglia, (Villanova d'Albenga, 7 CR 42)
- 3º Gruppo caccia terrestre, (Torino Caselle)
  - 153ª Squadriglia
  - 154ª Squadriglia
  - 155ª Squadriglia
- VIII Gruppo Caccia Terrestre (8º Gruppo Volo), (Aeroporto di Sarzana-Luni)
  - 92ª Squadriglia (6 M.C.200)
  - 93ª Squadriglia (6 MC 200)
  - 94ª Squadriglia (5 MC 200)
- 150º Gruppo Autonomo Caccia Terrestre, (Torino Caselle)
  - 363ª Squadriglia  (1 Bf.109G)
  - 364ª Squadriglia  (1 BF 109 G)
  - 365ª Squadriglia
- 59º Gruppo Autonomo Intercettori Notturni, (Venegono)
  - 232ª Squadriglia (4 RE 2001)
  - 233ª Squadriglia (2 CR 42)
- 60º Gruppo Autonomo Intercettori Notturni, (Campo della Promessa di Lonate Pozzolo)
  - 234ª Squadriglia, (Venegono, 7 RE 2001)
  - 235ª Squadriglia, (Lonate Pozzolo, 2 CR 42, 2 Bf.110, 2 Do 17)
- 50º Stormo Assalto, (Lonate Pozzolo)
  - Gruppo Autonomo Tuffatori
  - 158º Gruppo d´Assalto, (Lonate Pozzolo)
    - 236ª Squadriglia (3 G.50)
    - 387ª Squadriglia (2 G 50)
    - 388ª Squadriglia (2 G 50)

  - 159º Gruppo d´Assalto, (Lonate Pozzolo)
    - 389ª Squadriglia (1 G 50)
    - 390ª Squadriglia (2 Re.2002)
    - 391ª Squadriglia (2 RE 2002)

  - 103º Gruppo Tuffatori, (Lonate Pozzolo)
- 30º Gruppo Combattimento, (Aeroporto di Bresso)
  - 55ª Squadriglia (4 Ca.314)
  - 56ª Squadriglia (3 CA 314)
- 16º Stormo Bombardamento Terrestre (Aeroporto di Cameri)
  - 50º Gruppo, (Ten. Col. Alberto Ferrario, Cameri)
    - 210ª Squadriglia
    - 211ª Squadriglia
- 99º Gruppo Autonomo Bombardamento Terrestre/43º Stormo Bombardamento Terrestre (Lonate Pozzolo)
  - 242ª Squadriglia (3 S.M.84)
  - 243ª Squadriglia (3 SM 84)
- 103º Gruppo Bombardamento a Tuffo (Varese-Lonate Pozzolo)
  - 207ª Squadriglia (1 Ba.88M)
  - 237ª Squadriglia (1 BA 88 M)
- XI Gruppo Caccia Terrestre (Bresso)
  - 1ª Squadriglia
  - 4ª Squadriglia